# ديفيد أوبنهايم
ديفيد أوبنهايم (بالإنجليزية: David Oppenheim)‏ هو ملحن ومنتج أسطوانات أمريكي، ولد في 13 أبريل 1922 في ديترويت في الولايات المتحدة، وتوفي في 14 نوفمبر 2007 في الولايات المتحدة.

## وصلات خارجية
- ديفيد أوبنهايم على موقع IMDb (الإنجليزية)
- ديفيد أوبنهايم على موقع ميوزك برينز (الإنجليزية)
- ديفيد أوبنهايم على موقع ديسكوغز (الإنجليزية)